# Општина Валиуг (Караш-Северин)
Валиуг (рум. Văliug) општина је у Румунији у округу Караш-Северин.
Oпштина се налази на надморској висини од 557 m.